# Dromore West
Dromore Oeste (Dromore West en inglés; Droim Mór Thiar en irlandés) es una localidad situada en el condado de Sligo de la provincia de Connacht (República de Irlanda), con una población en 2016 de 227 habitantes.
Se encuentra ubicada al noroeste del país, cerca de la montaña Benbulbin y de la costa del océano Atlántico.